# Біленко Володимир Васильович
Володи́мир Васи́льович Біле́нко (нар. 17 червня 1934, м. Звенигород Московської області — нині Російська Федерація — пом. 29 грудня 2020, м. Київ) — український журналіст, видавець. Заслужений працівник культури України.
Член Національної спілки журналістів України.

## Життєпис
Народився в Московській області. Закінчив філологічний факультет Київського державного університету імені Тараса Шевченка (1952—1957). Працював у комсомольських і партійних органах, інструктором ЦК ЛКСМУ і ЦК КПУ, завідувачем редакції, головним редактором видавництва «Молодь», головним редактором журналів «Малятко» і «Піонерія», директором видавництв «Радянський письменник» (нині «Український письменник») і «Дніпро».
З 1992 року редактор відділів, заступник головного редактора газети «Сільські вісті».
Помер 29 грудня 2020 року.

## Творчість
Автор публікацій у періодиці, статей у збірниках публіцистики, співавтор і упорядник низки книжок. Спеціалізація — культура, література. Організував перше видання праці В. Винниченка «Заповіт борцям за визволення» та зробив низку публікацій про життя, творчість, політичну та державотворчу діяльність В. Винниченка. За книжку «„Я тілько хаточку в тім раї…“ Важкий шлях Тараса Шевченка до мрії, яка не збулася» відзначений Премією імені Івана Франка у галузі інформаційної діяльності (2016). Посмертно видано книжку публіцистики Володимира Біленка «Мені щастило на людей» (Київ, 2023).

## Нагороди, відзнаки
- Орден «За заслуги» 3-го ст. (2005)[1].
- Почесне звання «Заслужений працівник культури України».
- Міжнародна премія імені Володимира Винниченка (2009).
- Премія імені Івана Франка у галузі інформаційної діяльності (2016).
- Премія НСЖУ «Золоте перо».[2]